# بونو (شهرستان لارنس ایندیانا)
بونو (به انگلیسی: Bono) یک منطقهٔ مسکونی در ایالات متحده آمریکا است که در شهرستان لارنس، ایندیانا واقع شده‌است. بونو ۲۰۵٫۱۳ متر بالاتر از سطح دریا واقع شده‌است.